# Port lotniczy Tamana
Port lotniczy Tamana (IATA: TMN, ICAO: NGTM) – port lotniczy położony na wyspie Tamana, należącej do państwa Kiribati.